# Список заслуженных мастеров спорта России по конькобежному спорту
Звание «заслуженный мастер спорта России» учреждено в 1992 году; первым из действующих спортсменов заслуженным мастером спорта России по конькобежному спорту стала в 1993 году Оксана Равилова.
Положение о звании (и ныне действующее, и прежние) автоматически гарантирует присвоение звания за призовое место на зимних Олимпийских играх или победу на чемпионате мира в олимпийской дисциплине; в остальных случаях звание может быть присвоено по сумме достижений. Кроме того, звание было присвоено нескольким ветеранам, все достижения которых пришлись на советский период (в списке отмечены **).
           В списке у каждого ЗМС указываются:

 год рождения (или годы жизни);

 место жительства (субъект федерации) на момент присвоения звания;

 основные достижения на международной арене на момент присвоения звания. 

## Скоростной бег на коньках

### 1993
- Равилова, Оксана Исмаиловна (1967; Иркутская обл.)[1] — бронзовый призёр ЧМ по спринтерскому многоборью 1993 (выиграла 1 дистанцию).

### 1994
За успехи на зимних Олимпийских играх 1994 года звание присвоено:
- Бажанова, Светлана Валерьевна (1972; Челябинская обл.)[2] — олимпийская чемпионка 1994 на дистанции 3000 м; 
 также: серебряный (1994) и бронзовый (1993) призёр ЧЕ.
- Голубев, Александр Вячеславович (1972; Костромская обл.)[3] — олимпийский чемпион 1994 на дистанции 500 м.
- Клевченя, Сергей Константинович (1971; Алтайский край)[4] — серебряный (на дистанции 500 м) и бронзовый (на дистанции 1000 м) призёр ЗОИ 1994; 
 также: серебряный призёр ЧМ по спринтерскому многоборью 1994.
- Федоткина, Светлана Александровна (1967; Красноярский край)[5] — серебряный призёр ЗОИ 1994 на дистанции 1500 м.

### 1996
- Журова, Светлана Сергеевна (1972; Санкт-Петербург)[6] — чемпионка мира и обладательница Кубка мира на дистанции 500 м.

### 1999
- Саютин, Вадим Александрович (1970; Московская обл.)[7] — серебряный призёр ЧМ по классическому многоборью 1999 (выиграл 1 дистанцию), бронзовый призёр ЧЕ 1998.

### 2001 (?)
- Кибалко, Александр Владимирович (1973; Московская обл.)[8] — обладатель Кубка мира 2001 на дистанции 1500 м.

### 2002
- Шепель, Дмитрий Сергеевич (1978; Санкт-Петербург)[9] — абсолютный чемпион Европы 2001, серебряный призёр ЧМ по классическому многоборью 2002 (выиграл 2 дистанции), бронзовый призёр ЧЕ 2002.

### 2003
- Донченко, Наталья Сергеевна** (1932; Нижегородская обл.)[10] — серебряный призёр ЗОИ 1960 на дистанции 500 м.
- Пегов, Павел Георгиевич** (1956; Республика Бурятия)[11] — серебряный призёр ЧМ по спринтерскому многоборью 1983, 4-кратный рекордсмен мира (1983) на дистанциях 500 м, 1000 м и в спринтерском многоборье.

### 2004
- Сакуненко, Дмитрий Николаевич** (1930—2014; Владимирская обл.)[12] — бронзовый призёр ЧЕ 1955, рекордсмен мира (1955) в классическом многоборье.

### 2006
За успехи на зимних Олимпийских играх 2006 года звание присвоено:
- Дорофеев, Дмитрий Анатольевич (1976; Московская обл.)[13] — серебряный призёр ЗОИ 2006 на дистанции 500 м.
- Абрамова, Екатерина Константиновна (1982, Санкт-Петербург)[14],
- Барышева, Варвара Борисовна (1977; Москва)[15],
- Высокова, Светлана Юрьевна (1972; Пермская обл.)[16],
- Лихачёва, Галина Вадимовна (1977; Свердловская обл.)[17],
- Лобышева, Екатерина Александровна (1985; Московская обл.)[18] — бронзовые призёры ЗОИ 2006 в командной гонке.

### 2010
12 апреля
За успехи на зимних Олимпийских играх 2010 года звание присвоено:
- Скобрев, Иван Александрович (1983; Вологодская обл.) — серебряный (на дистанции 5000 м) и бронзовый (на дистанции 10 000 м) призёр ЗОИ 2010; 
 также: бронзовый призёр ЧМ 2007 в командной гонке, ЧЕ 2010.

### 2011
4 апреля
- Лаленков, Евгений Алексеевич (1981; Иркутская обл.) — обладатель КМ 2003 на дистанции 1500 м, серебряный призёр ЧМ 2008 на дистанции 1000 м, бронзовый призёр ЧМ 2007 в командной гонке.

15 декабря
- Лобков, Дмитрий Владимирович (1981; Нижегородская обл.) — серебряный призёр ЧМ 2004, неоднократный (2004, 2005, 2008) призёр КМ на дистанции 500 м, выиграл 1 дистанцию на ЧМ по спринтерскому многоборью 2005.

### 2013
26 марта
За успехи на чемпионатах мира 2013 года присвоено чемпионам мира 2013 года:
- Фаткулина, Ольга Александровна (1990; Челябинская обл.) — чемпионка мира 2013 на дистанции 1000 м, бронзовый призёр на дистанции 500 м.
- Юсков, Денис Игоревич (1989; Москва) — чемпион мира 2013 на дистанции 1500 м, бронзовый призёр ЧМ 2012 в командной гонке.

### 2014
За успехи на зимних Олимпийских играх 2014 года звание присвоено:
10 февраля
- Граф, Ольга Борисовна (1983; Московская обл.) — бронзовый призёр ЗОИ 2014 на дистанции 3000 м[прим 1].

24 февраля
- Скокова, Юлия Игоревна (1982; Свердловская обл.) — бронзовый призёр ЗОИ 2014 в командной гонке.
- Шихова, Екатерина Владимировна (1985; Санкт-Петербург) — бронзовый призёр ЗОИ 2014 в командной гонке; 
 также: бронзовый призёр ЧМ в классическом многоборье 2013.

### 2015
14 марта
- Кулижников, Павел Александрович (1994; Московская обл.) — чемпион мира 2015 по спринтерскому многоборью и на дистанции 500 м, серебряный призёр ЧМ на дистанции 1000 м, обладатель Кубков мира на дистанциях 500 м, 1000 м и в общем зачёте.

### 2016
12 сентября
- Мурашов, Руслан Николаевич (1992; Московская обл.; Краснодарский край[прим 2]) — серебряный призёр ЧМ и КМ 2016, бронзовый призёр КМ 2015 на дистанции 500 м.

### 2018
16 февраля
За успехи на зимних Олимпийских играх 2018 года звание присвоено:
- Воронина, Наталья Сергеевна (1994; Нижегородская обл.) — бронзовый призёр ЗОИ 2018 на дистанции 5000 м; 
 также: серебряный призёр ЧЕ 2018, бронзовый призёр ЧМ 2015—2017 в командной гонке, бронзовый призёр ЧЕ 2018 на дистанции 3000 м.

### 2020
12 ноября
- Голубева (Казелина), Елизавета Сергеевна (1996; Московская обл.) — бронзовый призёр ЧМ 2016, 2019 в командной гонке, 2019 в масс-старте, 2020 на дистанции 1500 м; 
 чемпионка Европы и обладательница КМ 2018 в командном спринте, серебряный призёр ЧЕ 2020, КМ 2019, 2020, бронзовый призёр КМ 2016, 2017 в командной гонке.

### 2021
11 марта
- Голикова, Ангелина Романовна (1991; Москва) — серебряный призёр ЧМ 2020 на дистанции 500 м и в командном спринте, бронзовый призёр ЧМ 2019 в командном спринте; 
 чемпионка Европы 2018, 2020, обладательница КМ 2019, 2020 в командном спринте; серебряный призёр ЧЕ 2018, КМ 2020, бронзовый призёр ЧЕ 2020, КМ 2018 на дистанции 500 м; 
 2021: чемпионка мира на дистанции 500 м.
- Лаленкова, Евгения Михайловна (1990; Москва) — серебряный призёр ЧМ 2020 на дистанции 1500 м, бронзовый призёр ЧМ 2019 в командной гонке; 
 серебряный призёр ЧЕ 2020 на дистанции 1500 м и в командной гонке, КМ 2019, 2020 в командной гонке; 
 2021: бронзовый призёр ЧМ на дистанции 1500 м и в командной гонке.

21 июня
- Муштаков, Виктор Алексеевич (1996; Алтайский край) — бронзовый призёр ЧМ 2019 на дистанции 500 м и в командном спринте; 
 чемпион Европы 2020, серебряный призёр КМ 2019 в командном спринте, серебряный призёр КМ 2020 на дистанции 500 м.
- Румянцев, Александр Вадимович (1986; Архангельская обл.) — бронзовый призёр ЧМ 2019 в командной гонке; 
 обладатель КМ 2019 на дистанции 5000 м + 10 000 м, 2020 в командной гонке, серебряный призёр ЧЕ 2018 на дистанции 5000 м, КМ 2019, ЧЕ 2018, 2020 в командной гонке; 
 2021: бронзовый призёр ЧМ на дистанции 10 000 м.

13 октября
- Трофимов, Сергей Сергеевич (1995; Нижегородская обл.) — бронзовый призёр ЧМ 2019, 2020 в командной гонке; 
 2021: бронзовый призёр ЧМ на дистанции 5000 м и в командной гонке.
- Семериков, Данила Михайлович (1994; Саратовская обл.) — бронзовый призёр ЧМ 2019 на дистанции 10 000 м и в командной гонке, 2020 в командной гонке; 
 обладатель КМ 2020 в командной гонке, серебряный призёр ЧЕ 2018, 2020, КМ 2019 в командной гонке, КМ 2020 на дистанции 5000 м + 10 000 м, бронзовый призёр ЧЕ 2020 в масс-старте; 
 2021: бронзовый призёр ЧМ в командной гонке.

### 2022
24 февраля
За успехи на зимних Олимпийских играх 2022 года звание присвоено:
- Алдошкин, Даниил Алексеевич (2001; Московская обл.) — серебряный призёр ЗОИ 2022 в командной гонке.

## Шорт-трек

### Присвоение за достижения 1990-х годов
Первых крупных успехов в шорт-треке российские спортсмены добились, выступая за сборную СССР и Объединённую команду — женская эстафетная команда стала серебряным призёром чемпионата мира 1991 года и бронзовым призёром зимних Олимпийских игр 1992 года. Все они стали ЗМС уже после завершения спортивной карьеры: лидер сборной того времени Марина Пылаева — в 2000-х годах, остальные — позднее.
- Пылаева, Марина Леонидовна (1966; Республика Коми)[33] — серебряный призёр ЧМ 1991, бронзовый призёр ЧЕ 1997 в эстафете, победительница Кубка Европы 1989 и 1993 в многоборье.
- Аллагулова, Юлия Якуновна (1972; Санкт-Петербург)[34] — серебряный призёр ЧМ 1991, бронзовый призёр ЗОИ 1992 в эстафете.
- Власова, Юлия Ивановна (1967; Свердловская обл.)[35] — серебряный призёр ЧМ 1991, бронзовый призёр ЗОИ 1992 в эстафете.
- Исакова, Наталья Леонидовна (1966; Санкт-Петербург)[36] — серебряный призёр ЧМ 1991, бронзовый призёр ЗОИ 1992 в эстафете.
- Троицкая (Таранина), Виктория Николаевна (1969; Санкт-Петербург)[37] — бронзовый призёр ЗОИ 1992 в эстафете.

### 2005
- Бородулина, Татьяна Александровна (1984; Омская обл.)[38] — чемпионка Европы в многоборье 2005, в эстафете 2004, 2005, серебряный призёр ЧЕ в многоборье 2004, в эстафете 2003, бронзовый призёр ЧЕ в эстафете 2001, 3-кратная победительница ЧЕ на отдельных дистанциях (2004 — 3000 м, 2005—500 м, 3000 м).
- Евтеева, Нина Александровна (1984; Омская обл.)[39] — чемпионка Европы 2004, 2005, серебряный призёр ЧЕ 2003, бронзовый призёр ЧЕ 2001 в эстафете, бронзовый призёр ЧЕ 2003 в многоборье.

Чемпионки Европы 2014 и 2015 в эстафете, не имевшие индивидуальных достижений — Елизавета Ивлиева и Марина Третьякова — звание не получили.

### 2011
15 декабря
- Захаров, Руслан Альбертович (1987; Республика Башкортостан) — серебряный призёр ЧЕ 2011 в эстафете, победитель ЧЕ 2009 на дистанции 3000 м.[прим 4]

### 2012
29 октября
- Григорьев, Владимир Викторович (1982, Московская обл.) — серебряный призёр ЧЕ 2011, 2012 в эстафете, победитель ЧЕ 2012 на дистанции 500 м.[прим 5]

### 2013
26 марта
За успехи на чемпионате мира 2013 года звание присвоено:
- Ан, Виктор (1985; Москва)[41] — чемпион Европы 2013 в эстафете, серебряный призёр ЧМ 2013 в эстафете и на дистанции 500 м.[прим 5]
- Елистратов, Семён Андреевич (1990; Республика Башкортостан)[42] — чемпион Европы 2013, серебряный призёр ЧМ 2013, ЧЕ 2012, 2011 в эстафете, бронзовый призёр ЧЕ 2012 в многоборье.

8 октября
- Козулин, Евгений Сергеевич (1988; Нижегородская обл.) — чемпион Европы 2013, серебряный призёр ЧЕ 2011, 2012 в эстафете.

### 2015
3 июня
- Просвирнова, Софья Сергеевна (1997; Санкт-Петербург) — чемпионка Европы 2015[прим 7] в эстафете, серебряный призёр в многоборье, победительница на дистанции 1000 м.

28 октября
- Мигунов, Дмитрий Андреевич (1992; Республика Башкортостан) — чемпион Европы 2014 и 2015 в эстафете, обладатель Кубка мира 2015 на дистанции 500 м.

### 2018
17 октября
- Константинова, Екатерина Игоревна (1995; Санкт-Петербург) — чемпионка Европы 2015[прим 7] и 2018, серебряный призёр ЧЕ 2016[прим 7] в эстафете, бронзовый призёр ЧЕ 2017 в многоборье.

### 2019
20 ноября
- Ефременкова, Екатерина Олеговна (1997; Челябинская обл.) — обладательница КМ 2019 в эстафете и смешанной эстафете, чемпионка Европы 2018, серебряный призёр ЧМ 2019, ЧЕ 2019, бронзовый призёр ЧМ 2016 в эстафете.
- Малагич, Эмина Асимовна (1995; Москва) — обладательница КМ 2019 в эстафете и смешанной эстафете, чемпионка Европы 2015[прим 7] и 2018, серебряный призёр ЧМ 2019, ЧЕ 2016[прим 7] и 2019, бронзовый призёр ЧМ 2016 в эстафете.

### 2020
19 октября
- Захарова, Евгения Сергеевна (1994; Свердловская обл.) — бронзовый призёр ЧМ 2016, чемпионка Европы 2015, серебряный призёр ЧЕ 2016, 2019 в эстафете, обладательница КМ 2019, 2020 в смешанной эстафете.

### 2022
24 февраля
За успехи на зимних Олимпийских играх 2022 года звание присвоено:
- Ивлиев, Константин Алексеевич (2000; Москва) — серебряный призёр ЗОИ 2022 на дистанции 500 м; 
 также: чемпион Европы 2021 на дистанции 500 м, бронзовый призёр ЧЕ 2019, 2021 в эстафете, обладатель КМ 2019 в смешанной эстафете.